# Katalin Kiss
Katalin Kiss fue una deportista húngara que compitió en esgrima, especialista en la modalidad de florete. Ganó cuatro medallas en el Campeonato Mundial de Esgrima entre los años 1953 y 1956.

## Palmarés internacional
| Campeonato Mundial | Campeonato Mundial      | Campeonato Mundial | Campeonato Mundial  |
| Año                | Lugar                   | Medalla            | Prueba              |
| ------------------ | ----------------------- | ------------------ | ------------------- |
| 1953               | Bruselas (Bélgica)      | Medalla de oro     | Florete por equipos |
| 1954               | Luxemburgo (Luxemburgo) | Medalla de oro     | Florete por equipos |
| 1955               | Roma (Italia)           | Medalla de oro     | Florete por equipos |
| 1956               | Londres (Reino Unido)   | Medalla de bronce  | Florete por equipos |